# Mar de Coral

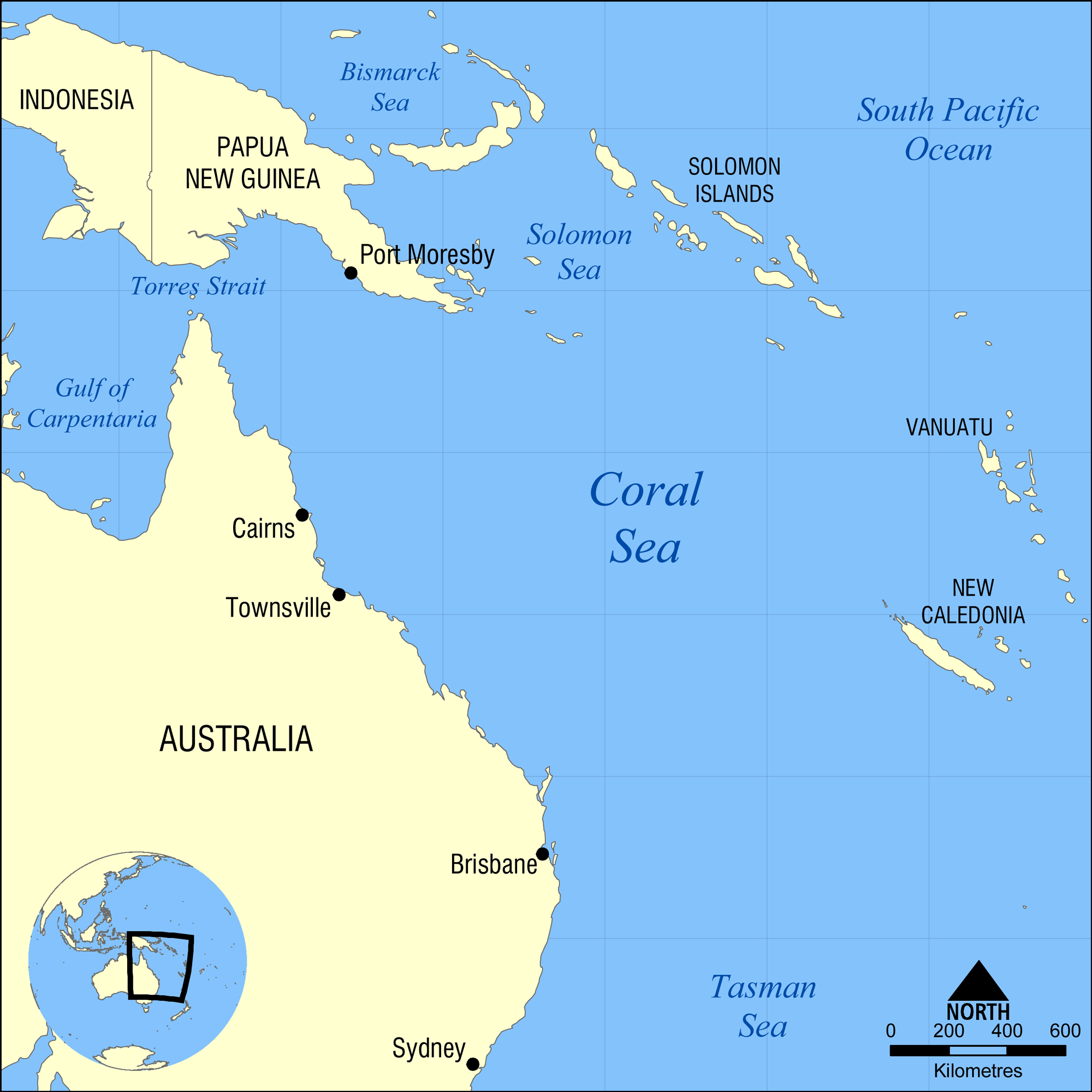
Localização do Mar de Coral, localizada entre a Austrália e as Ilhas Salomão.

O mar de Coral é um mar marginal que corresponde à porção do oceano Pacífico encostada à costa nordeste do estado australiano de Queensland. É famoso por conter a Grande Barreira de Coral.
É limitado a este pela extensão aberta do Pacífico, e pelas ilhas de Vanuatu, Nova Caledónia e Ilhas Salomão, a norte pelo Arquipélago das Luisíadas e pela Nova Guiné, a oeste pelo Estreito de Torres e a sul pelo mar da Tasmânia.